# 鰏科
鰏科為輻鰭魚綱蝴蝶魚目的一個科。

## 分布
本科魚類分布於印度洋、太平洋海域。

## 深度
約水深0至150公尺。

## 特徵
本科魚類體側扁而橢圓，有時顯然短高，或延長而為紡錘狀。被圓鱗，鱗大者往往連結頭部亦有鱗，鱗小則頭部裸出或胸部及體軀前部均裸出。側線多少偏於背部，體背部輪廓而彎曲，直達尾基或終於背鰭下方。口能伸縮自如，伸出時為一管狀，向水平位，或向上，或向下突出。頭頂有二平滑之眶上脊骨，略呈三角形。上下頜齒細小而尖銳，一列或數列，或有犬齒或無。背鰭1枚其硬棘並不游離，且有鎖固機制。胸鰭發達，多少為鐮刀狀。尾柄細瘦；尾鰭凹入，深分叉。

## 分類
本科曾歸類於鱸形目、鱸亞目，但由於存在並系群問題，本科與姐妹群蝴蝶魚科一起被放入獨立的蝴蝶魚目之中。

### 內部分類
本科其下分10個屬，如下：
- 金鰏屬 Aurigequula Fowler, 1918
- 仰口鰏屬 Deveximentum Fowler, 1904
- 馬鰏屬 Equulites Fowler, 1904
- 布氏鰏屬 Eubleekeria Fowler, 1904
- 牙鰏屬 Gazza Rüppell, 1835
- 卡拉鰏屬 Karalla Chakrabarty & Sparks, 2008
- 鰏屬 Leiognathus Lacepède, 1802
- 項鰏屬 Nuchequula Whitley, 1932
- 燈側鰏屬 Photolateralis Sparks & Chakrabarty, 2015:
- 光胸鰏屬 Photopectoralis Sparks, Dunlap & Smith, 2005

## 生態
屬於小型或中型之熱帶肉食性魚類，喜成群棲息在沿海沙泥底、河口或內灣，部分种会进入淡水，以底棲動物為主食，利用可伸縮之口部將餌物吸入，应激性强，属于典型的“出水死”的鱼类，被打捞出水面后会剧烈挣扎，并且很快就会死亡。
食管周围有发光器官，内共生有鲾发光杆菌，可以发出荧光，并通过鱼鳔壁反射到体表，通过周围组织来调控发光，主要用于传递信息以及躲避捕食者。

## 經濟利用
小至中型食用魚，肉質鮮美，但體小多刺，是围网赶海的重要鱼获之一。

## 外部連結
- 台灣魚類資料庫 （页面存档备份，存于）